# Wrecked (canción de Imagine Dragons)
«Wrecked» (en español: «Destrozado») es una canción escrita, producida e interpretada por la banda estadounidense de Pop rock Imagine Dragons. Fue lanzada el 2 de julio de 2021 por medio de KIDinaKORNER e Interscope Records, como el tercer sencillo de «Mercury – Act 1», la primera mitad de su quinto álbum de estudio.

## Antecedentes
Algunos fragmentos de la canción pudieron escucharse de forma breve en los videos que fueron publicados por la agrupación en sus redes sociales, durante la promoción del sencillo doble «Follow You / Cutthroat». Sin embargo, «Wrecked» fue formalmente anunciada el 29 de junio de 2021, junto a un fragmento del video musical que sería estrenado más tarde.

## Composición
«Wrecked» fue escrita en memoria de Alisha Durtschi Reynolds, cuñada del vocalista Dan Reynolds, quien falleció de cáncer en 2019, siendo la canción una forma de afrontar y sobrellevar su pérdida:

«Ella era la luz más brillante. Un faro de alegría y fuerza para todos los que conoció. Su repentino fallecimiento me ha sacudido de una manera que todavía soy incapaz de expresar. Yo estaba con ella y mi hermano cuando falleció, y fue la primera vez en mi vida que presencié la muerte de esta manera. Selló en mi mente la fragilidad de la vida y la finalidad de todo esto. He visto a mi hermano enfrentarse a algo que nadie debería tener que hacer. Pero también he visto su fé traerle esperanza en un futuro con ella. Solo puedo esperar lo mismo. [...] Esta canción fue mi forma de afrontarlo todo, ya que la música siempre ha sido mi refugio. Ya no soy un hombre de fe y ferviente, solo puedo esperar que lo escuche en algún lugar en un lugar donde esté sana y ya no tenga dolor. Esta canción es mi deseo por una eternidad con los que amo.»

Durante una entrevista a Ableton, Dan Reynolds y el guitarrista Wayne Sermon revelaron que el proceso de producción de la canción fue un poco más difícil de lo que pensaban, probando de distintas formas el crear la canción, tanto por cuenta suya como por ayuda de Rick Rubin, productor ejecutivo del álbum, pero al ver lo complicado que era, optaron por volver a la demo original que fue grabada enteramente en la aplicación Ableton:

«Tengo una canción extraída del último álbum llamada «Wrecked». Dan hizo la canción y nos la envió. Nos encantó. Luego procedimos a intentar hacer esta canción de seis maneras diferentes. Creo que el nombre de esta es «Wrecked 6.6». Lo probamos en el estudio de Rick Rubin, lo probamos por nuestra cuenta en el estudio de nuestro baterista, lo probamos de muchas maneras diferentes y en esta fue como, volvamos a la demostración. Algo en esa demostración original fue especial. Agregamos algunas cosas aquí y allá y reemplazamos algunas cosas, pero, en su mayor parte, así es como lo escribió Dan ese día. [...] Realmente amo el sonido. Entonces, para el coro de «Wrecked», teníamos una pila enorme y sonaba genial y lo pensamos demasiado porque todo el mundo siempre decía: "bueno, el coro de Imagine Dragons, tiene tantas voces...". Y pensamos, este es un disco nuevo, demos un paso atrás y no hagamos voces apiladas para este coro, aunque se siente realmente genial. Hagamos una voz. Y entonces intenté hacer una voz. [...] Una de mis partes favoritas de esta canción son las guitarras. Dan tiene esto que hace. Lo hizo primero en «Thunder», creo, donde hace que su voz suene como una guitarra. Y muchas veces la gente no puede distinguir entre una guitarra o su voz. Lo hizo en esta canción para esta parte. Creo que lo que pasa con la voz humana es que es capaz de generar muchas emociones. Quiero decir, me encanta la guitarra. Es mi instrumento principal. Pero una voz puede capturar algo que creo que a veces ningún otro instrumento puede capturar, así que hay todos esos matices que los guitarristas desearían poder sacar de sus instrumentos, y es muy fácil de hacer con la voz humana. Creo que funcionó muy bien para la canción.»

## Video Musical
El video musical de «Wrecked» fue lanzado el 15 de julio de 2021 y contó con la dirección de Matt Eastin. En él se muestra al vocalista Dan Reynolds luchando contra el dolor y el remordimiento, mientras ve visiones de una mujer que se supone es Alisha apareciendo en varios lugares, incluida una fiesta en una casa, la playa e incluso en sus sueños.

## Presentaciones en vivo
«Wrecked» fue interpretada por primera vez el 28 de agosto de 2021 durante un concierto de bienvenida para la escuela secundaria Bonanza, como parte del programa benéfico «Walmart's "Homecoming's"». Posteriormente fue presentada en los programas Jimmy Kimmel Live! y The Ellen Show el 8 y 15 de septiembre respectivamente.
Como parte de la promoción de «Mercury – Act 1», «Wrecked» formó parte del listado de canciones que fueron interpretadas durante la presentación titulada “Live from The Bunker”. La versión en vivo de la canción sería agregada posteriormente como un Bonus track a la edición japonesa del quinto álbum de estudio de la agrupación, «Mercury – Acts 1 & 2».

## Lista de sencillos
| Wrecked: Descarga digital |           |                 |          |  |
| N.º                       | Título    | Artista(s)      | Duración |  |
| 1.                        | «Wrecked» | Imagine Dragons | 4:04     |  |

## Créditos
Adaptado del sencillo «Wrecked» y el booklet de «Mercury – Act 1».
Wrecked
- Interpretado por Imagine Dragons.
- Escrito por Dan Reynolds, Wayne Sermon, Ben McKee, Daniel Platzman.
- Publicado por Imagine Dragons Publishing (BMI) / Universal/KIDinaKORNER.
- Producido por Imagine Dragons.
- Programación por Dan Reynolds y Wayne Sermon.
- Grabado por Imagine Dragons, Jason Lader, Jonathan Pfarr y Dylan Neustadter.
- Mezclado por Serban Ghenea.
- Ingeniería de Mezcla por John Hanes.
- Mezclado en “MixStar Studios” (Virginia Beach, Virginia).
- Masterizado por Randy Merrill en “Sterling Sound” (Nueva York).

℗ 2021 KIDinaKORNER/Interscope Records
Imagine Dragons
- Dan Reynolds: Voz.
- Wayne Sermon: Guitarra.
- Ben McKee: Bajo.
- Daniel Platzman: Batería.

## Listas de Popularidad
| Lista (2021)                              | Mejor posición |
| ----------------------------------------- | -------------- |
| Alemania (Offizielle Deutsche Charts)     | 75             |
| Austria (Ö3 Austria Top 40)               | 57             |
| Bélgica (Flandes) (Ultratop 50)           | 21             |
| Bélgica (Valonia) (Ultratop 50)           | 36             |
| Canadá (Canadian Hot 100)                 | 91             |
| Francia (SNEP)                            | 74             |
| Global 200 (Billboard)                    | 90             |
| Irlanda (IRMA)                            | 77             |
| Italia (FIMI)                             | 85             |
| Países Bajos (Dutch Top 40)               | 25             |
| Países Bajos (Mega Single Top 100)        | 53             |
| Nueva Zelanda Hot Singles (RMNZ)          | 6              |
| Polonia (Polish Airplay Top 100)          | 25             |
| Portugal (AFP)                            | 126            |
| República Checa (Rádio Top 100)           | 2              |
| República Checa (Singles Digitál Top 100) | 21             |
| Eslovaquia (Rádio Top 100)                | 31             |
| Eslovaquia (Singles Digitál Top 100)      | 47             |
| Suecia (Sverigetopplistan)                | 64             |
| Suiza (Schweizer Hitparade)               | 12             |

## Certificaciones
| País (Organismo certificador) | Certificaciones | Ventas certificadas | Ref.   |
| ----------------------------- | --------------- | ------------------- | ------ |
| Canadá (Music Canada)         | Oro             | 40,000              | [ 33 ] |
| Francia (SNEP)                | Platino         | 200,000             | [ 34 ] |
| Italia (FIMI)                 | Oro             | 35,000              | [ 35 ] |
| Polonia (ZPAV)                | Oro             | 25,000              | [ 36 ] |

## Historial de lanzamientos
| Región         | Fecha               | Formato                    | Sello                           | Ref.   |
| -------------- | ------------------- | -------------------------- | ------------------------------- | ------ |
| Varios         | 2 de julio de 2021  | Descarga digital Streaming | KIDinaKORNER Interscope Records | [ 37 ] |
| Estados Unidos | 13 de julio de 2021 | Radio alternativa          | KIDinaKORNER Interscope Records | [ 38 ] |
| Italia         | 16 de julio de 2021 | Contemporary hit radio     | KIDinaKORNER Interscope Records | [ 39 ] |